# Fondation Gamaral
 (août 2023).
La mise en forme du texte ne suit pas les recommandations de Wikipédia : il faut le « wikifier ».
Les points d'amélioration suivants sont les cas les plus fréquents. Le détail des points à revoir est peut-être précisé sur la page de discussion.
- Les titres sont pré-formatés par le logiciel. Ils ne sont ni en capitales, ni en gras.
- Le texte ne doit pas être écrit en capitales (les noms de famille non plus), ni en gras, ni en italique, ni en « petit »…
- Le gras n'est utilisé que pour surligner le titre de l'article dans l'introduction, une seule fois.
- L'italique est rarement utilisé : mots en langue étrangère, titres d'œuvres, noms de bateaux, etc.
- Les citations ne sont pas en italique mais en corps de texte normal. Elles sont entourées par des guillemets français : « et ».
- Les listes à puces sont à éviter, des paragraphes rédigés étant largement préférés. Les tableaux sont à réserver à la présentation de données structurées (résultats, etc.).
- Les appels de note de bas de page (petits chiffres en exposant, introduits par l'outil «  Source ») sont à placer entre la fin de phrase et le point final[comme ça].
- Les liens internes (vers d'autres articles de Wikipédia) sont à choisir avec parcimonie. Créez des liens vers des articles approfondissant le sujet. Les termes génériques sans rapport avec le sujet sont à éviter, ainsi que les répétitions de liens vers un même terme.
- Les liens externes sont à placer uniquement dans une section « Liens externes », à la fin de l'article. Ces liens sont à choisir avec parcimonie suivant les règles définies. Si un lien sert de source à l'article, son insertion dans le texte est à faire par les notes de bas de page.
- La présentation des références doit suivre les conventions bibliographiques. Il est recommandé d'utiliser les modèles {{Ouvrage}}, {{Chapitre}}, {{Article}}, {{Lien web}} et/ou {{Bibliographie}}. Le mode d'édition visuel peut mettre en forme automatiquement les références.
- Insérer une infobox (cadre d'informations à droite) n'est pas obligatoire pour parachever la mise en page.

Pour une aide détaillée, merci de consulter Aide:Wikification.
Si vous pensez que ces points ont été résolus, vous pouvez retirer ce bandeau et améliorer la mise en forme d'un autre article.
 (août 2023).
La Fondation Gamaraal est une fondation suisse fondée en 2014 par Anita Winter. Elle soutient les survivants de l'Holocauste et s'engage à promouvoir durablement l'enseignement de l'Holocauste.

## Domaines d'activité

### Soutenir les survivants de l'Holocauste
La Fondation Gamaraal soutient les survivants de l'Holocauste en leur apportant diverses formes d'aide. Par exemple, trois fois par an - pendant les fêtes juives de Rosh haShana, Hanukkah et Pessah - la fondation apporte un soutien financier aux survivants. En outre, la fondation finance l'aide médicale. En mars 2020, la fondation a également lancé une campagne d'aide spéciale pour les survivants de l'Holocauste et les autres personnes touchées par la crise du COVID-19,.

### Éducation à l'Holocauste
Dans le domaine de l'éducation à l'Holocauste, la Fondation Gamaraal organise des rencontres avec des témoins oculaires de l'Holocauste, documente les témoignages des survivants et propose des voyages d'étude à Auschwitz en coopération avec la Fondation contre le racisme et l'antisémitisme (GRA),.

## Les derniers survivants suisses de l'Holocauste
Lorsque la Suisse a repris la présidence de l'Alliance internationale pour la mémoire de l'Holocauste (IHRA) en 2017, la Fondation Gamaraal a réalisé le projet d'exposition The Last Swiss Holocaust Survivors avec le soutien, entre autres, du Département fédéral des affaires étrangères. L'exposition présente quelques-uns des derniers survivants de l'Holocauste vivant dans toutes les régions de Suisse. Les archives d'histoire contemporaine de l'ETH Zurich ont apporté un soutien scientifique au projet. L'exposition a été particulièrement bien accueillie par les classes d'école et les médias ont également manifesté un grand intérêt,. En mars 2018, la Fondation Gamaraal, ainsi que les archives d'histoire contemporaine de l'ETH Zurich, ont reçu le prix Dr. Kurt Bigler pour des projets exceptionnels dans le domaine de l'enseignement de l'Holocauste,. L'exposition a parfois été critiquée, notamment pour son titre.

## Note
1. ↑  « Garder vivants les souvenirs de l'Holocauste. », sur Sur le site de la Fondation Gamaraal (consulté le 12 avril 2020)
2. ↑  « Gamaraal Foundation » (consulté le 12 avril 2020)
3. ↑  « Gamaraal COVID-19 » (consulté le 12 avril 2020)
4. ↑  « Juedische Allgemeine » (consulté le 12 avril 2020)
5. ↑  « Gamaraal Foundation » (consulté le 12 avril 2020)
6. ↑  « GRA » (consulté le 12 avril 2020)
7. ↑  « Kornhaus Forum » (consulté le 26 avril 2020)
8. ↑  « Universität Basel Veranstaltungskalender » (consulté le 26 avril 2020)
9. ↑  « Geschichten vom Überleben » (consulté le 26 avril 2020)
10. ↑  « Juedische Allgemeine » (consulté le 25 avril 2020)
11. ↑  « Pfarrblatt » (consulté le 25 avril 2020)
12. ↑  « Archiv für Zeitgeschichte » (consulté le 30 mars 2020)
13. ↑  « Ein lebendiges Vermächtnis » (consulté le 26 avril 2020)
14. ↑  « Tages-Anzeiger » (consulté le 26 avril 2020)